# Hellas Jet
Hellas Jet was een Griekse charterluchtvaartmaatschappij met haar hoofdkwartier in Athene. De slagzin van Hellas Jet was More than a flight.

## Geschiedenis
Hellas Jet werd in 2002 opgericht als dochteronderneming van Cyprus Airways. De eerste vlucht werd uitgevoerd op 24 juni 2003. Op 10 mei 2005 schortte Hellas Jet al zijn vluchten op wegens financiële problemen. In augustus 2006 verkocht Cyprus Airways zijn aandelen in Hellas Jet aan Air Miles, de handelsnaam van Trans World Aviation. De vluchten van Hellas Jet werden hervat in 2007 met een op basis van een wet-leaseovereenkomst geleasede Airbus A320. De activiteiten van Hellas Jet werden door financiële problemen in 2010 beëindigd.

## Vloot
De activiteiten van Hellas Jet begonnen met drie, voor drie jaar van CIT Aerospace geleasede Airbus A320's. Twee van de toestellen waren gloednieuw, het derde was gebouwd in 1992. De drie toestellen boden plaats aan 164 passagiers, 148 in de economy- en 16 in de businessclass. Later werd het interieur omgevormd naar een configuratie met 174 plaatsen in de economyclass.
In mei 2006 ging een van de twee recentste toestellen van Hellas Jet in vlammen op bij een brand in een hangar van Sabena Technics. De andere twee toestellen gingen terug naar CIT Aerospace, eentje werd later geleased door Thomas Cook Airlines Belgium, het andere door het Kazachse Air Astana.
Later leasede Hellas Jet twee andere Airbus A320's, één bij LatCharter, de andere bij USA2000. Deze twee werden in het kleurenschema van Hellas Jet uitgevoerd. Later leasede Hellas Jet ook nog een A320 van LatCharter. Dit toestel behield de kleuren van LatCharter maar kreeg het logo van Hellas Jet op zijn motoren.
Op 29 september 2009, even voor de activiteiten van Hellas Jet beëindigd werden, bestond de vloot uit de volgende toestellen:
- 2 Airbus A320 (SX-BVK, SX-BVL)
- 4 Fokker 50

De Fokkers waren bedoeld voor een toekomstige dochtermaatschappij: Hellas Aviation. Deze luchtvaartmaatschappij is er uiteindelijk nooit gekomen, de Fokkers werden later verkocht.

## Incidenten en ongevallen
- Op 5 mei 2006 brandde een Airbus A320 van Hellas Jet volledig uit bij een brand in een hangar van Sabena Technics op Brussels Airport.

## Trivia
- De inbeslagname van twee Airbus A320's van Hellas Jet was te zien in het programma Airplane Repo van Discovery Channel.